# 馬翊航
馬翊航（1982年1月28日—），臺灣卑南族作家、同志作家、文學學者，國立臺灣大學臺灣文學研究所博士，現任國立東華大學人文社會科學院華文文學系助理教授。。曾任《幼獅文藝》雜誌主編、國立台北藝術大學兼任助理教授。其父親為建和部落的卑南族人。

## 著作

### 散文
- 《山地話╱珊蒂化》（2020年，九歌出版社）ISBN 9789864503094
- 《假城鎮》（2024年，九歌出版社）ISBN 9789864507085

### 詩集
- 《細軟》（2019年，時報）ISBN 9789571379319

### 合著
- 《終戰那一天：臺灣戰爭世代的故事》（2017年，衛城）ISBN 9789869533485
- 《百年降生：1900-2000臺灣文學故事》（2018年，聯經）ISBN 9789570851649

### 選集
- 《新世紀新世代詩選》（向陽主編，2022年，九歌出版社）ISBN 9789864504527

## 外部連結
- 馬翊航的Facebook專頁